# Frank Watkins
Frank Watkins, conosciuto anche come Bøddel (19 febbraio 1968 – 18 ottobre 2015), è stato un bassista statunitense.
Ha suonato nel gruppo black metal norvegese Gorgoroth dal 2007. In precedenza è stato membro di altre band, i più importanti son stati gli Obituary, con i quali ha registrato ben 7 album in studio.
È scomparso nel 2015 all'età di 47 anni a seguito di un tumore.

## Discografia

### Obituary
- Cause of Death (1990)
- The End Complete (1992)
- World Demise (1994)
- Back from the Dead (1997)
- Dead (Live Album) (1998)
- Anthology (Compilation) (2001)
- Frozen in Time (2005)
- Frozen Alive (Live DVD) (2006)
- Xecutioner's Return (2007)
- Left to Die (EP) (2008)
- Live Xecution - Party.San 2008 (Live DVD) (2009)
- Darkest Day (2009)

### Gorgoroth
- Quantos Possunt ad Satanitatem Trahunt (2009)
- Instinctus Bestialis (2015)